# Emisja polowa
Emisja polowa – (emisja autoelektronowa lub emisja zimna) emisja elektronów z przewodnika lub półprzewodnika pod działaniem silnego pola elektrycznego występującego w pobliżu powierzchni ciała.
Elektrony wychodząc z ciała pokonują barierę potencjału wskutek zjawiska tunelowego. Minimalne natężenie pola elektrycznego wywołującego emisję polową jest rzędu 108 V/m. Gęstość prądu emisji określa równanie Fowler-Nordheima
{\displaystyle j(E)=K_{1}{\frac {|E|^{2}}{\Phi }}\cdot \exp \left({\frac {-K_{2}\cdot \Phi ^{\frac {3}{2}}}{|E|}}\right)}
gdzie:
E – natężenie pola elektrycznego,
K1 i K2 – współczynniki zależne od substancji,
Φ – praca wyjścia.
Zjawisko znalazło zastosowanie jako źródło elektronów w wielu urządzeniach, np. mikroskopach elektronowych, FED. Do jego badania, a także do badania struktur atomowych buduje się projektory elektronowe, w których można dojrzeć rozkład atomów na ostrzu z metalu.
Emisja polowa może być zjawiskiem szkodliwym, jeśli np. zapoczątkowuje wyładowanie w urządzeniach elektrycznych, w szczególności w próżniowych urządzeniach elektrycznych.
Wewnętrzna emisja polowa poprzez barierę potencjału wewnątrz substancji znalazła zastosowanie do budowy pamięci EEPROM.